# Gare de Brélidy – Plouëc
Gare de Brélidy - Plouëc – stacja kolejowa w Plouëc-du-Trieux, w departamencie Côtes-d’Armor, w regionie Bretania, we Francji. Jest zarządzany przez SNCF (budynek dworca) i przez RFF (infrastruktura).
Przystanek jest obsługiwany przez pociągi TER Bretagne.

## Położenie
Znajduje się na linii Guingamp – Paimpol, na km 520,039, na wysokości 96 m n.p.m., pomiędzy stacjami Trégonneau - Squiffiec i Pontrieux.

## Linie kolejowe
- Guingamp – Paimpol